# アスタリスク (イラストレーションエージェンシー)
株式会社アスタリスク (asterisk-agency）は、イラストレーターのエージェント業務やストックイラスト企画販売事業・出版事業を行う企業。

## 所属イラストレーター
- 青山京子
- 安藤直
- いなばゆみ
- 宇野将司
- 大橋美由紀
- 小野塚綾子
- かくたりかこ
- 加藤愛里
- 川添むつみ
- 川畑杏奈
- 楠伸生
- 楠本礼子
- コイヌマユキ
- コウゼンアヤコ
- KO-ZOU
- さかちさと
- サトウアサミ
- さとうあゆみ
- ジェイク
- 柴田ケイコ
- シマヅカオリ
- 下田洋一
- 正田えり子
- 曽根愛
- 園田レナ
- 高篠裕子
- タカミヤユキコ
- タムラカヨ
- chinatsu
- ツグヲ・ホン多
- てづかあけみ
- 寺澤ゆりえ
- 豊島宙
- 中島香奈
- 中島梨絵
- 奈良恵
- Nu Amu Misin
- nori
- 原田リカズ
- 深川直美
- 福々ちえ
- マスダアキ
- macco
- 宮島亜希
- 山口絵美
- 山田ノブオ
- ユタカナ
- 吉岡香織
- 米田絵理